# Purgstall an der Erlauf
Purgstall an der Erlauf osztrák mezőváros Alsó-Ausztria Scheibbsi járásában. 2022 januárjában 5362 lakosa volt. 

## Elhelyezkedése

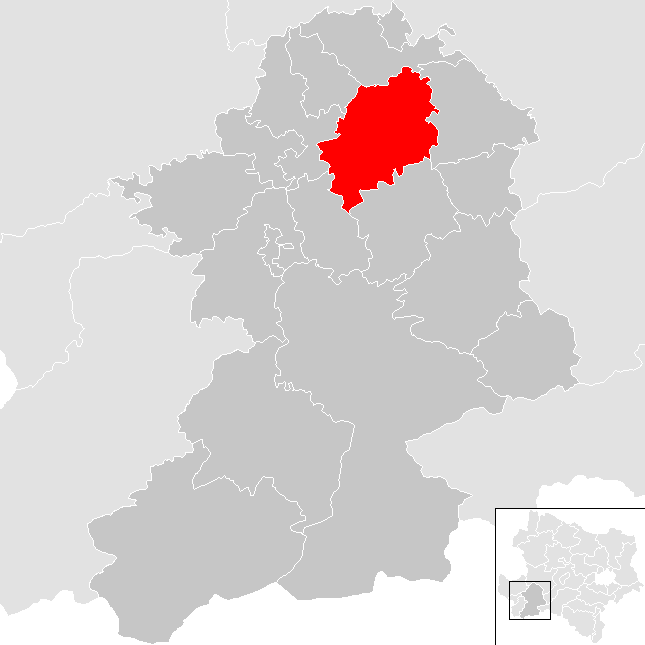
Purgstall an der Erlauf a Scheibbsi járásban

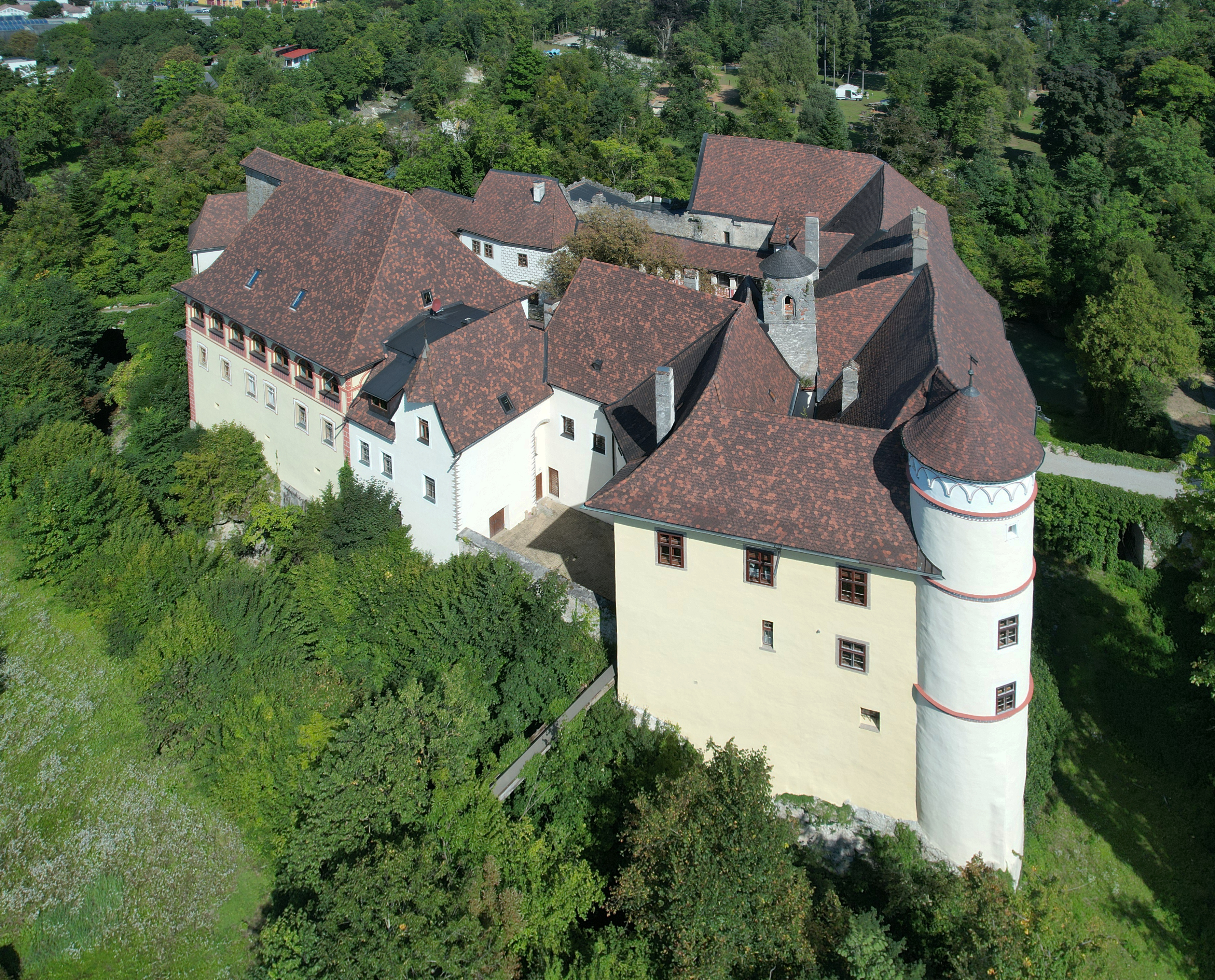
A purgstalli várkastély

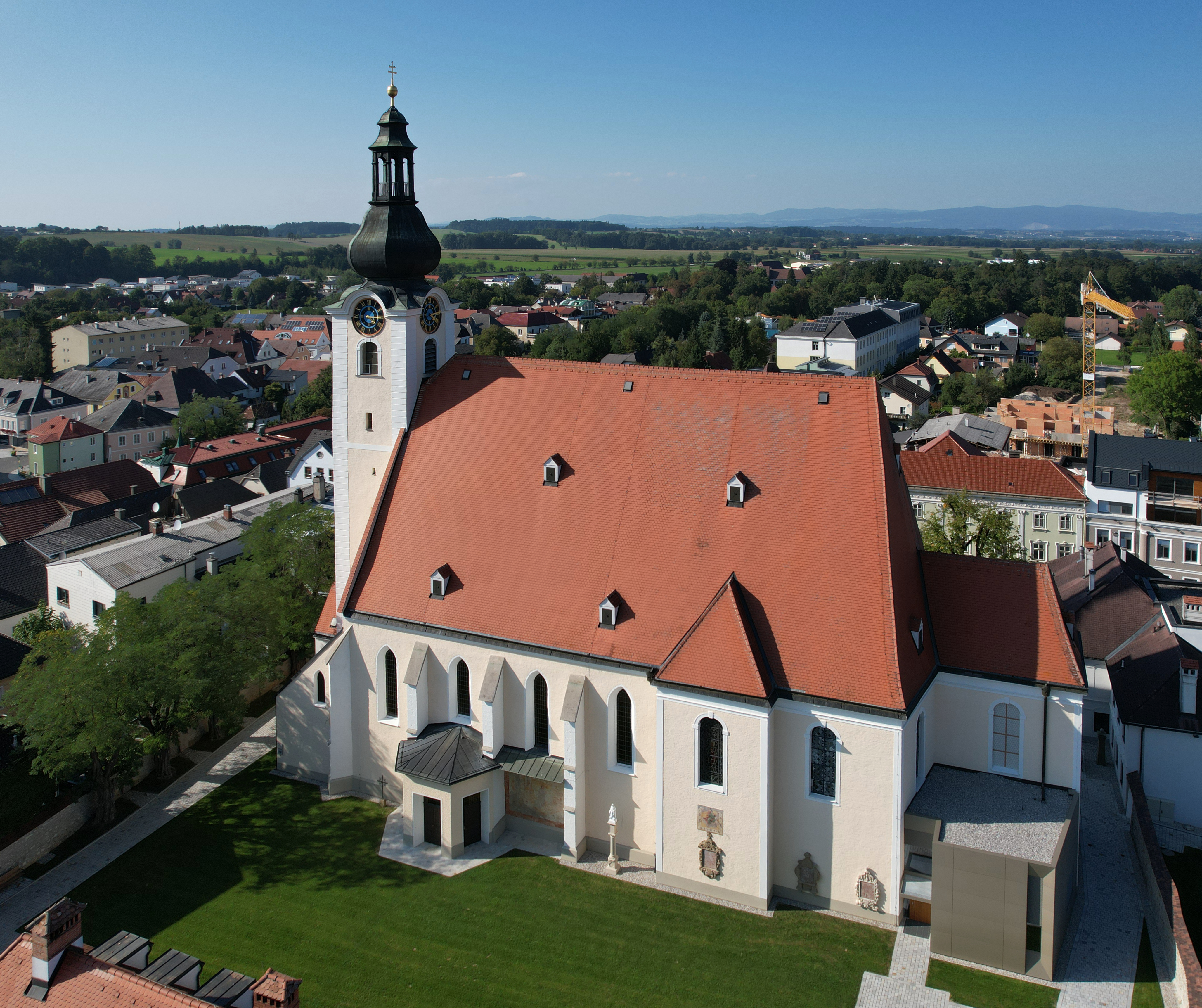
A Szt. Péter-plébániatemplom

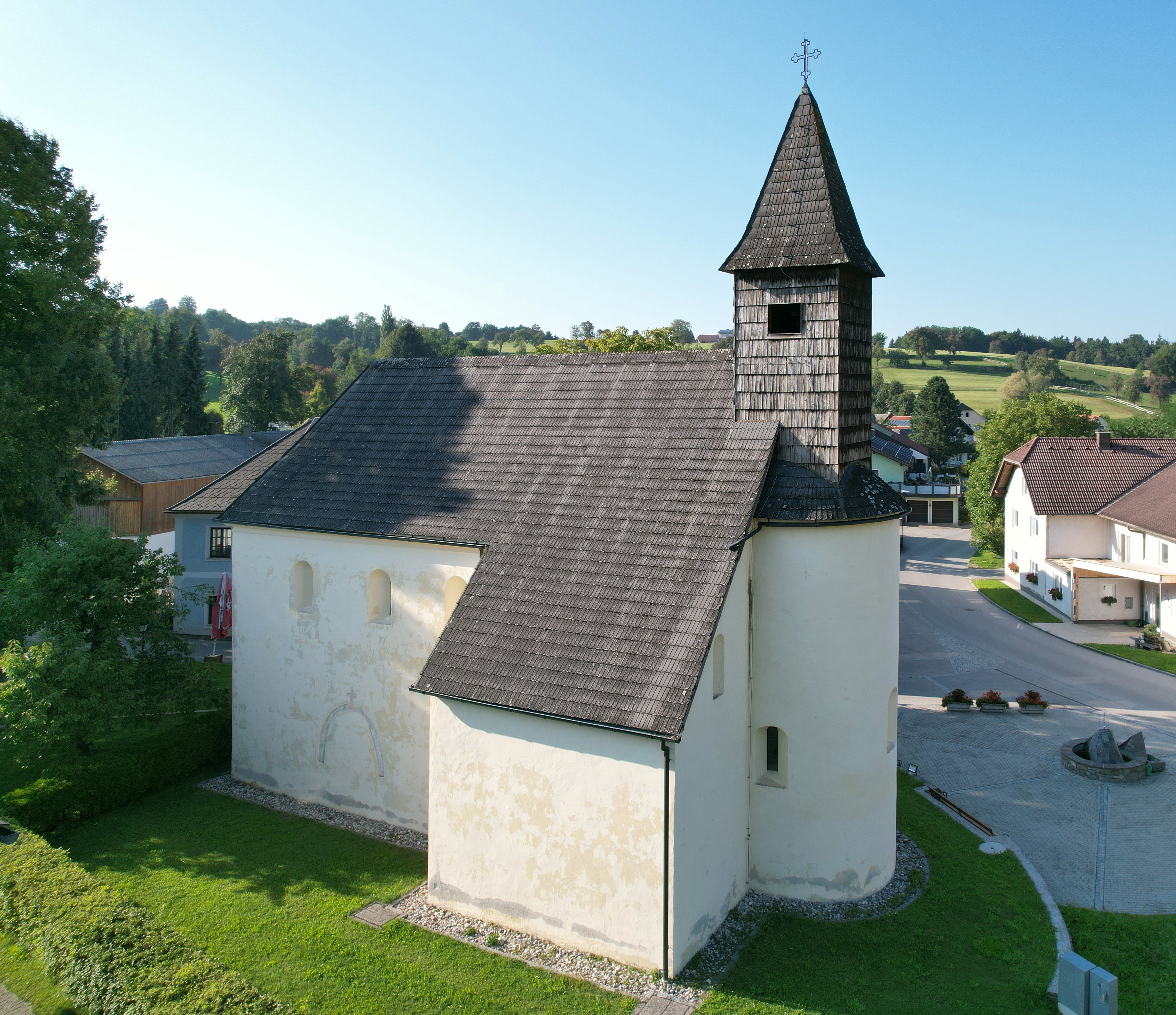
A Szt. Miklós-templom

Purgstall an der Erlauf a tartomány Mostviertel régiójában fekszik, az Eisenwurzen tájegységben, az Erlauf folyó mentén, az Ybbstali-Alpok és a Türnitzi-Alpok között. Területének 21,4%-a erdő, 68,6% áll mezőgazdasági művelés alatt. Az önkormányzat 31 települést és településrészt egyesít: Ameishaufen (32 lakos 2022-ben), Edelbach bei Purgstall (25), Erb (46), Feichsen (359), Föhrenhain (62), Gaisberg (275), Galtbrunn (55), Gimpering (25), Haag (16), Harmersdorf (8), Heidegrund (65), Hochrieß (80), Höfl (35), Koth (35), Kroißenberg (45), Mayerhof (32), Nottendorf (38), Öd bei Purgstall (120), Petzelsdorf (51), Pögling (17), Purgstall (2651), Reichersau (29), Rogatsboden (122), Schauboden (261), Sölling (242), Söllingerwald (159), Stock (75), Unternberg (42), Weigstatt (56), Weinberg (40) és Zehnbach (264).  A kataszteri közösségek Feichsen, Hochrieß, Petzelsdorf, Purgstall, Rogatsboden, Schauboden, Sölling, Söllingerwald és Zehnbach.
A környező önkormányzatok: északra Wieselburg-Land, keletre Oberndorf an der Melk, délre Scheibbs, nyugatra Steinakirchen am Forst, északnyugatra Wolfpassing.

## Története
A mai mezőváros területére 900 körül települtek bajorok. Birtokosa, a Purchstale nemzetség erődítmény építtetett. 1210 körül az Eisenbeutel és Heußler nemzetségek szerezték meg a várat és a falut. 1220 körül a várban kápolna épült, 1300-ban iskolát alapítottak. 1360-ban Purgstall mezővárosi jogokat kapott. 1375-től a Wallsee család uralta a települést, amely röviddel később két kapuval és tornyokkal megerősített városfalat építtetett. A 16. század közepén a várat kibővítették és ó- és újvárra osztották. Bécs 1683-as ostromakor a mezőváros sikeresen megvédte magát a portyázó törökökkel szemben. 
A napóleoni háborúk során Purgstallt háromszor is (1800, 1805 és 1809) megszállták a franciák. A középkori városkapukat 1850-ben lebontották. 1877-ben megépült a vasútállomás. Az első világháború elején 50 hektáros fogolytábort létesítettek Purgstallban, ahol 24 500 hadifogoly számára épültek barakkok. 

## Lakosság
A Purgstall an der Erlauf-i önkormányzat területén 2021 januárjában 5362 fő élt. A lakosságszám 1981-ig gyarapodó tendenciát mutatott, azóta 5200-5300 körül stagnál. 2020-ban az ittlakók 95,6%-a volt osztrák állampolgár; a külföldiek közül 0,7% a régi (2004 előtti), 2,8% az új EU-tagállamokból érkezett. 2001-ben a lakosok 95,7%-a római katolikusnak, 1% evangélikusnak, 1,8% pedig felekezeten kívülinek vallotta magát. Ugyanekkor 5 magyar élet a mezővárosban; a legnagyobb nemzetiségi csoportot a németek (98,8%) mellett a csehek alkották 8 fővel (0,2%). 
A népesség változása:

| 2016 | 5 368 |
| 2018 | 5 348 |

## Látnivalók
- a purgstalli várkastély
- a Szt. Péter-plébániatemplom
- a feischseni Szt. Miklós-templom
- a középkori városfal utolsó megmaradt tornya (Wehrturm) 1380-ban épült
- a tímármúzeum
- a tűzoltómúzeum
- az Erlauf-szurdok

## Testvértelepülések
- Machern (Németország)

## Fordítás
- Ez a szócikk részben vagy egészben  a   Purgstall an der Erlauf című német Wikipédia-szócikk ezen változatának fordításán alapul.  Az eredeti cikk szerkesztőit annak laptörténete sorolja fel. Ez a jelzés csupán a megfogalmazás eredetét és a szerzői jogokat jelzi, nem szolgál a cikkben szereplő információk forrásmegjelöléseként.